# 沙特努瓦勒鲁瓦亚勒
沙特努瓦-勒鲁瓦亚勒（法語：Châtenoy-le-Royal，法語發音：[ʃatnwa lə ʁwajal]）是法国索恩-卢瓦尔省的一个市镇，属于索恩河畔沙隆区。

## 地理
沙特努瓦-勒鲁瓦亚勒（46°47'39"N, 4°48'59"E）面积12.55 平方千米，位于法国勃艮第-弗朗什-孔泰大區索恩-卢瓦尔省，该省份为法国中部省份，北起顺时针与科多尔省、汝拉省、安省、罗讷省、卢瓦尔省、阿列省和涅夫勒省接壤。
与沙特努瓦-勒鲁瓦亚勒接壤的市镇（或旧市镇、城区）包括：索恩河畔沙隆、尚福尔热伊、德拉西堡、日夫里、梅勒塞、圣雷米。
沙特努瓦-勒鲁瓦亚勒的时区为UTC+01:00、UTC+02:00（夏令时）。

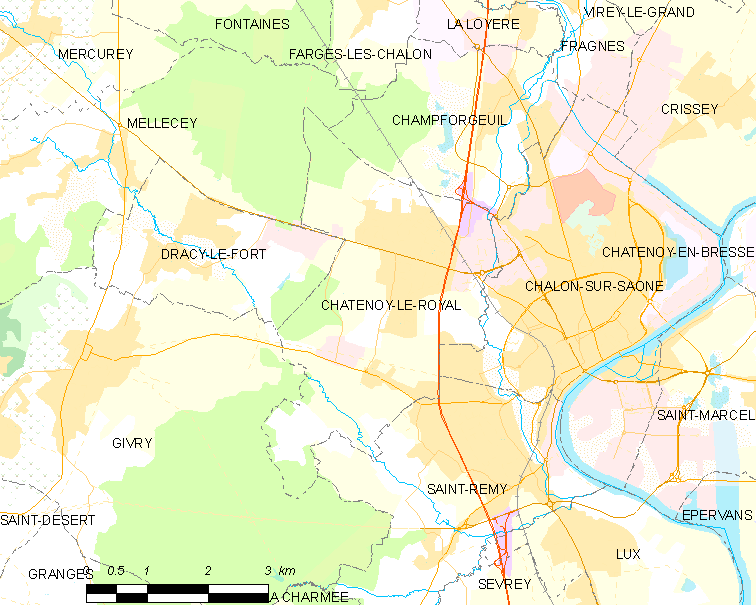
沙特努瓦-勒鲁瓦亚勒的OSM定位图

## 行政
沙特努瓦-勒鲁瓦亚勒的邮政编码为71880，INSEE市镇编码为71118。

## 政治
沙特努瓦-勒鲁瓦亚勒所属的省级选区为索恩河畔沙隆第三县。

## 人口

1962-2008年间沙特努瓦-勒鲁瓦亚勒人口变化图示

沙特努瓦-勒鲁瓦亚勒于2022年1月1日时的人口数量为6205人。